# Baréin en los Juegos Paralímpicos de Pekín 2008
Baréin estuvo representado en los Juegos Paralímpicos de Pekín 2008 por tres deportistas, dos hombres y una mujer. El equipo paralímpico bareiní no obtuvo ninguna medalla en estos Juegos.